# 藤原得郎
藤原 得郎（ふじわら とくろう、1961年4月7日 - ）は、日本のゲームデザイナー、ゲームプロデューサー。スタッフクレジットでは「Professor F」などを使用していることが多い。

## 人物
1982年、大阪デザイナー専門学校を卒業し、コナミ工業株式会社に入社。『プーヤン』などを手がける。1983年、岡本吉起らと共にコナミを退社し、株式会社カプコンに入社。『戦場の狼』、『魔界村』などアーケードゲームでヒット作を連発。その後、コンシューマ部門の開発部長を長らく務め、『ロックマンシリーズ』、『魔界村シリーズ』など100タイトル以上をプロデュースする。1996年、カプコンを退社。株式会社ウーピーキャンプを設立し、代表取締役に就任する。1998年5月、ウーピーキャンプとSCEIが共同で株式会社ディープスペースを設立し、エグゼクティブプロデューサーに就任する。

## 主な作品
- プーヤン（1982年10月、コナミ、AC）
- ロックンロープ（1983年3月、コナミ、AC）
- バルガス（1984年5月、カプコン、AC）
- ひげ丸（1984年9月、カプコン、AC）
- 戦場の狼（1985年5月、カプコン、AC）
- 魔界村（1985年9月、カプコン、AC）
- ラッシュ&クラッシュ（1986年9月、カプコン、AC）
- トップシークレット（1987年3月、カプコン、AC）
- HIGEMARU 魔界島 七つの島大冒険（1987年4月14日、カプコン、FC）アドバイスマネジャー
- 虎への道（1987年11月、カプコン、AC）
- 大魔界村（1988年12月、カプコン、AC）
- ロックマン2 Dr.ワイリーの謎（1988年12月24日、カプコン、FC）
- ストライダー飛竜（1989年3月7日、カプコン、AC）プランニングアドバイザー
- マルサの女（1989年9月19日、カプコン、FC）ディレクター
- スウィートホーム（1989年12月15日、カプコン、FC）スペシャルサンクス
- 2010 ストリートファイター（1990年8月8日、カプコン、FC）エグゼクティブプロデューサー
- ロックマン3 Dr.ワイリーの最期!?（1990年9月28日、カプコン、FC）プロデューサー[4]
- パジャマヒーロー NEMO（1990年12月7日、カプコン、FC）エグゼクティブプロデューサー
- 天地を喰らうII 諸葛孔明伝（1991年4月5日、カプコン、FC）ゲームデザイン
- 超魔界村（1991年10月4日、カプコン、SFC）プロデューサー
- ロックマン4 新たなる野望!!（1991年12月6日、カプコン、FC）プロデューサー[4]
- ミッキーのマジカルアドベンチャー（1992年11月20日、カプコン、SFC）エグゼクティブアドバイザー
- ロックマン5 ブルースの罠!?（1992年12月4日、カプコン、FC）プロデューサー[4]
- ロックマン6 史上最大の戦い!!（1993年11月5日、カプコン、FC）プロデューサー[4]
- アラジン（1993年11月26日、カプコン、SFC）アドバイザー
- ロックマンX（1993年12月17日、カプコン、SFC）プロデューサー
- ロックマンズサッカー（1994年3月25日、カプコン、SFC）プロデューサー
- ロックマンX2（1994年12月16日、カプコン、SFC）プロデューサー[4]
- ロックマン7 宿命の対決!（1995年3月24日、カプコン、SFC）プロデューサー
- ロックマンX3（1995年12月1日、カプコン、SFC）プロデューサー[4]
- バイオハザード（1996年3月22日、カプコン、PS）ゼネラルプロデューサー
- オレっ! トンバ（1997年12月25日、ウーピーキャンプ、PS）ディレクター、プロデューサーほか
- トンバ! ザ・ワイルドアドベンチャー（1999年10月28日、ウーピーキャンプ、PS）チーフプロデューサー、ゲームデザイン
- EXTERMINATION（2001年3月8日、SCE、PS2）[5]エグゼクティブプロデューサー
- ハングリィ ゴースト（2003年7月31日、SCE、PS2）[5]エグゼクティブプロデューサー、ディレクター
- 極魔界村（2006年8月3日、カプコン、PSP）ディレクション、プランナー
- マッドワールド（2010年2月10日、スパイク、Wii）[6]オリジナルゲームデザイン
- 帰ってきた 魔界村（2021年2月25日、カプコン、Nintendo Switch)ディレクター